# ليمون أسود
الليمون الأسود أو الليم المجفف أو نومي بصرة أو لومي أو لومي صحاري هو نوع من أنواع البهارات يستخدم في أطباق مطبخ الشرق الأوسط، خصوصاً في المطبخ الإيراني والمطبخ العراقي. ويتم تجهيزه بغلي حبات الليم الطازجة في ماء مملح، ومن ثم تجفيفها بالشمس، حتى يتحول محتواها الداخلي إلى اللون الأسود، في حين يتحول اللون الخارجي من الأصفر أو الأخضر إلى اللون الأسود. وتباع في الأسواق كحبات كاملة أو مطحونة.

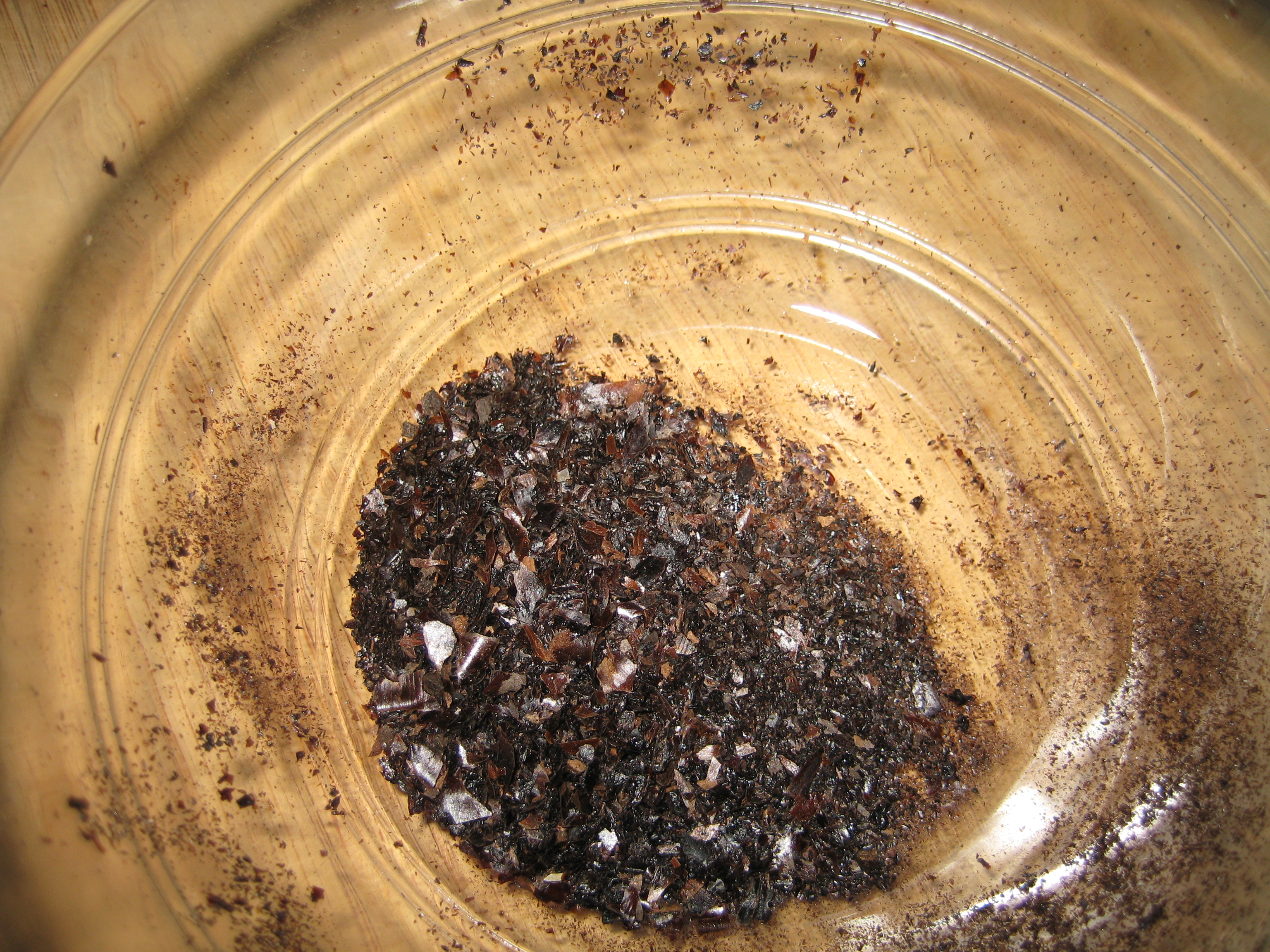
ليمون أسود إيراني مجفف ومطحون

## الاستخدامات
غالباً ما يستخدم الليمون الأسود في الأطباق المكونة من اللحم والبقول والمأكولات البحرية. حيث تقشر وتسحق قبل إضافتها إلى الطبق. كما يمكن إضافتها إلى أطباق الأرز على شكل مسحوق. يستخدم مسحوق الليمون الأسود في أطباق مطبخ الخليج العربي كبهار أو مع خليط من البهارات (يعرف بالكبسة)، وهو مكون رئيس في الأطباق العربية والإيرانية التقليدية.
كما يمكن غلي الليمون الأسود مع الماء وتقديمه كنوع من أنواع المرطبات الساخنة (شاي لومي) وخاصة في فترة الشتاء.

## النكهة
تعتبر نكهة الليمون الأسود قوية. فهي ذات طعم حامض كالليمون، لكنها أيضاً ذات نكهة مدخنة وتفتقر إلى حلاوة الليمون الطازج. وحيث أنها مادة يتم حفظها طويلاً للاستخدام، لها طعم مر بعض الشيء (طعم المواد المخمرة). لكن الطعم المر يتركز في القشرة.

## الاستخدامات
غالباً ما يستخدم الليمون الأسود في الأطباق المكونة من اللحم والبقول والمأكولات البحرية. حيث تقشر وتسحق قبل إضافتها إلى الطبق. كما يمكن إضافتها إلى أطباق الأرز على شكل مسحوق. يستخدم مسحوق الليمون الأسود في أطباق مطبخ الخليج العربي كبهار أو مع خليط من البهارات (يعرف بالكبسة)، وهو مكون رئيس في الأطباق العربية والإيرانية التقليدية. كما يمكن غلي الليمون الأسود مع الماء وتقديمه كنوع من أنواع المرطبات الساخنة (شاي لومي) وخاصة في فترة الشتاء.

## النكهة
تعتبر نكهة الليمون الأسود قوية. فهي ذات طعم حامض كاليمون، لكنها أيضاً ذات نكهة مدخنة وتفتقر إلى حلاوة الليمون الطازج. وحيث أنها مادة يتم حفظها طويلاً للاستخدام، لها طعم مر بعض الشيء (طعم المواد المخمرة). لكن الطعم المر يتركز في القشرة.

## روابط خارجية
- بهارات: الليمون
- الليمون الأسود نسخة محفوظة 6 سبتمبر 2015 على موقع واي باك مشين.